# ニール・サイモンのキャッシュ・マン
『ニール・サイモンのキャッシュ・マン』（原題:Max Dugan Returns）は1983年のアメリカ映画。『グッバイガール』の監督ハーバート・ロス、脚本ニール・サイモンによるコメディドラマ。マシュー・ブロデリック、キーファー・サザーランドの映画デビュー作品。

## 概要
製作・脚本のニール・サイモンと、彼の妻マーシャ・メイソンが、1977年から共に係わった5作品（『グッバイガール』、『名探偵再登場』、『第2章』、『泣かないで』、本作）のうち、本作の公開年に二人が離婚したため、これが最後の作品となった。
ドナルド・サザーランドとキーファー・サザーランドが父子で出演しているが、同じシーンでの出演は無い。ドナルド演じるブライアン刑事の息子役はブライアン・パートが演じており、本作で映画初出演を果たしたキーファーは、脇役の不良少年役に留まり、登場シーンはごくわずかである。

## ストーリー
高校教師のノラは夫と死別してから、15歳の息子マイケルと二人で慎ましやかな生活を送っていた。
ところが経済的に苦しい中、長年使っていた愛車ボルボが盗難に合う。
警察へ行くと、担当した刑事のブライアンはノラに惹かれ、通勤用にオートバイを貸すことにする。
ブライアンがオートバイに同乗し、運転を教えている時に強盗事件が発生する。
一緒に犯人を追跡した二人は惹かれ合いキスを交わす。
ある日、知らぬ男から電話があり、そしてノラの家に訪問して来る。
その男は、28年前に蒸発したノラの父マックスであった。
始めは父を拒絶するノアだが、マックスが63歳になり、心臓疾患のため余命半年であること知ると、家に泊まるよう告げる。
ところがマックスは、スーツケースに68万ドル以上の大金を持ち歩いていた。
マックスはカジノのディーラーになり、ギャングから金を巻き上げたという。
翌朝、マックスは孫のマイケルに、自分はおじいさんの親友でしばらく泊まることになったと話す。
そして、マックスは家電製品を大量に購入し、さらに高級車のベンツをノラへ贈る。
しかし、マイケルの金銭感覚に悪影響があると、ノアとマックスは口論になる。
ブライアンがデートの誘いに来ると、ノラはマックスの存在を必死に隠そうとするが、庭にはベンツがあり、多くの新しい家電製品を見て、ブライアンは疑念を頂く。
そんな中マックスは、三振ばかりのへなちょこ野球少年マイケルのために、シカゴ・ホワイト・ソックスの名コーチ、チャーリー・ラウを金で雇い、マイケルのバッティングをコーチさせる。
さらに残りの40万ドルを、ノラ名義で銀行に預金する。
ところが、ブライアンはその事を突き止め、ついにマックスの存在がばれてしまう。
するとマックスは「素晴らしい2週間だった」とビデオに残し姿を消す。
ノラとブライアンは、息子たちが出場する野球の試合を観に行く。
マックスの行方を知りたいブライアンだが、ノラにも行き先はわからなかった。
試合が始まり、ブライアンの息子がピッチャーを務め、マイケルに打順が回ってくる。
始めは押され気味のマイケルだが、3球目に見事ホームランを打つ。
そして、そのホームランボールをある少年が拾うが、そこにはマックスの姿があり、彼は記念にと少年からボールを買い取る。
試合が終わり、ブライアンとノラたち親子は駐車場に来るが、ノラのベンツが無くなっている。
また車が盗まれたと嘆くノラだが、その時ベンツが路上を走って来る。
運転席にはマックスがおり、彼は手を振るとそのまま走り去って行くのだった。

## 登場人物
ノラ
演 - マーシャ・メイソン
高校教師。高校生の息子マイケルを女手一つで育てている。突然現れた父を始めは拒絶するも、余命半年である事を知り、家に泊めることにする。
マイケル
演 - マシュー・ブロデリック
ノラの息子、15歳の高校生。野球チームに所属しているが、いつも三振ばかりしている。
マックス
演 - ジェイソン・ロバーズ
ノラの父。28年前に蒸発していたが、突然現れる。余命半年でギャングと警察に追われている。大金を持っており、高級車や電化製品をノラ達へ贈る。孫のマイケルのため、メジャー・リーグのコーチを雇う。
ブライアン
演 - ドナルド・サザーランド
ブルーのスーツを愛着する刑事。ノラに想いを寄せる。ノラ家の異変に気付き、マックスの存在を嗅ぎつける。
チャーリー・ラウ
演 - 本人
シカゴ・ホワイト・ソックスのコーチ。マックスに雇われ、マイケルのバッティングコーチとなる。
ビル
演 - キーファー・サザーランド
マイケルが通う学校の生徒。不良少年。

## キャスト
※カッコ内は日本語吹替
- ノラ - マーシャ・メイソン
- マックス - ジェイソン・ロバーズ（中村正）
- マイケル - マシュー・ブロデリック（松野太紀）
- ブライアン - ドナルド・サザーランド（千田光男）
- リトケ - ドディ・グッドマン
- コーチ - サル・ヴィスカソ（増岡弘）
- 警官 - デヴィッド・モース
- ビル - キーファー・サザーランド
- チャーリー・ラウ - チャーリー・ラウ (本人役)

ラウは名打撃コーチとして知られる人物で、アメリカでの公開当時はMLBのシカゴ・ホワイトソックスの現職の打撃コーチ　(前々年迄はニューヨーク・ヤンキースで同職) だった。マックスが雇ったバッティングを教えるコーチ役として出演している。アメリカでの公開翌年に癌で死去した。

その他声の出演：鈴木れい子

## 関連商品
日本では、ビデオソフトが1988年ビクターエンタテインメントより販売された。DVDは未発売（GYAO！などでの配信は行われている）。